# Зубрин, Роберт
Роберт Зубрин (англ. Robert Zubrin; род. 19 апреля 1952) — американский инженер и публицист, основатель Марсианского общества.

## Биография
Окончил Рочестерский университет (1974), получив степень бакалавра по математике, затем занимался ядерной энергетикой в Вашингтонском университете, защитил диссертацию. На протяжении многих лет работал в компании Martin Marietta, затем Lockheed Martin. Обладатель ряда патентов в области аэронавтики и астронавтики.
Автор нескольких книг, направленных на популяризацию идей колонизации планет и их терраформирования. Наибольшую известность получила книга 1996 года «The Case for Mars», по которой был снят фильм «Цель — Марс».